# دون رامزي
دون رامزي هو مقدم تلفزيوني كندي، ولد في 1923، وتوفي في 2001.